# Nitra nad Ipľom
Nitra nad Ipľom (allemand : Neutra an der Eipel,  hongrois : Ipolynyitra) est une commune slovaque située dans le district de Lučenec.

## Histoire
La première mention écrite du village date de 1350.
La localité fut annexée par la Hongrie après le premier arbitrage de Vienne le 2 novembre 1938. En 1938, on comptait 439 habitants. Elle faisait partie du district de Lučenec (hongrois : Losonci járás). Le nom de la localité avant la Seconde Guerre mondiale était Nitra/Nyitra. Durant la période 1938 - 1945, le nom hongrois Ipolynyitra était d'usage. À la libération, la commune a été réintégrée dans la Tchécoslovaquie reconstituée.

## Démographie

### Évolution de la population
| Année:               | 1994. | 2004.    | 2014.    | 2024.   |
| -------------------- | ----- | -------- | -------- | ------- |
| Nombre de personnes: | 244   | 283      | 367      | 374     |
| Différence:          |       | +15,98 % | +29,68 % | +1,90 % |

| Année:               | 2023. | 2024.   |
| -------------------- | ----- | ------- |
| Nombre de personnes: | 375   | 374     |
| Différence:          |       | -0,26 % |

## Galerie

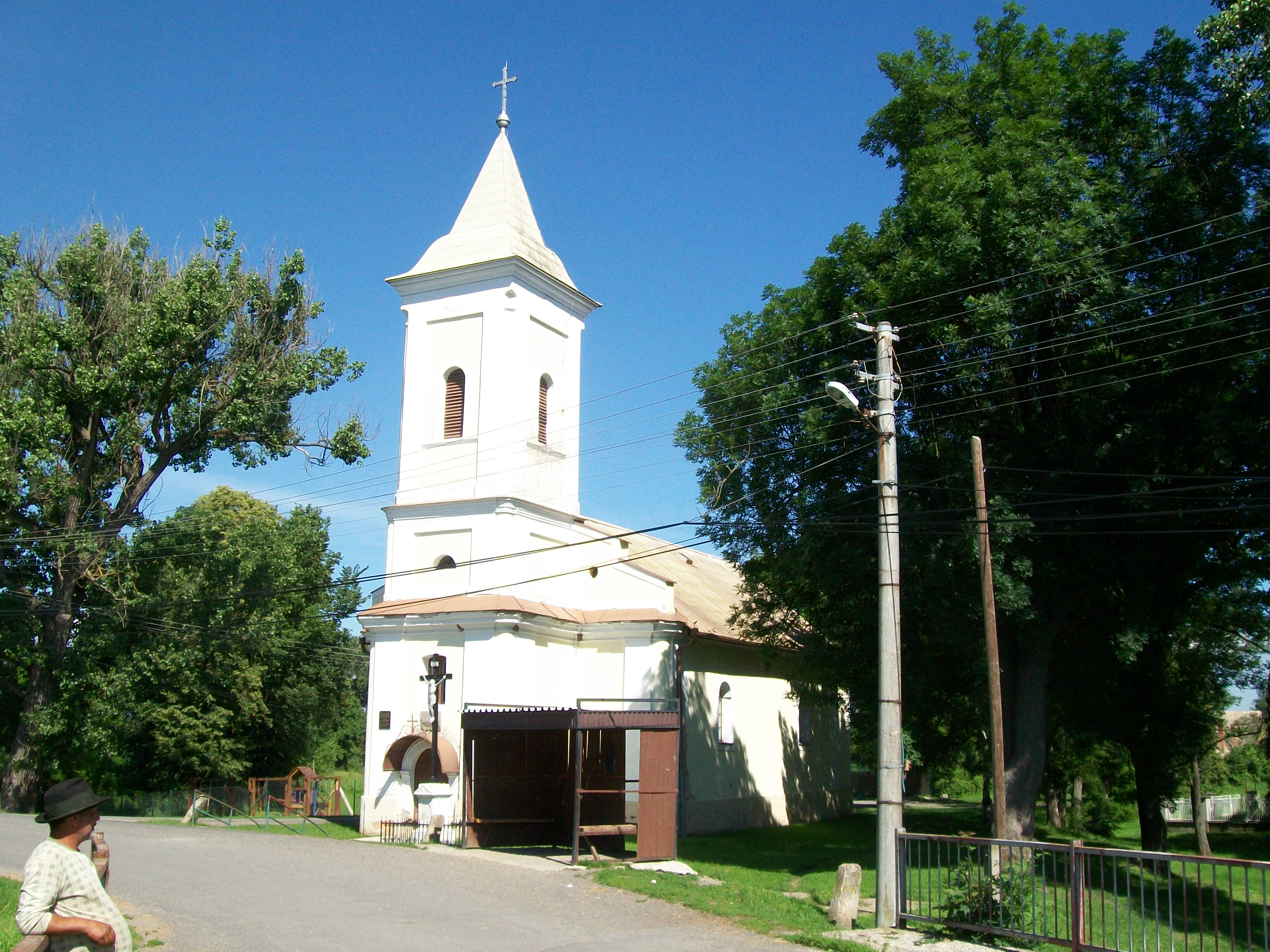
Église catholique
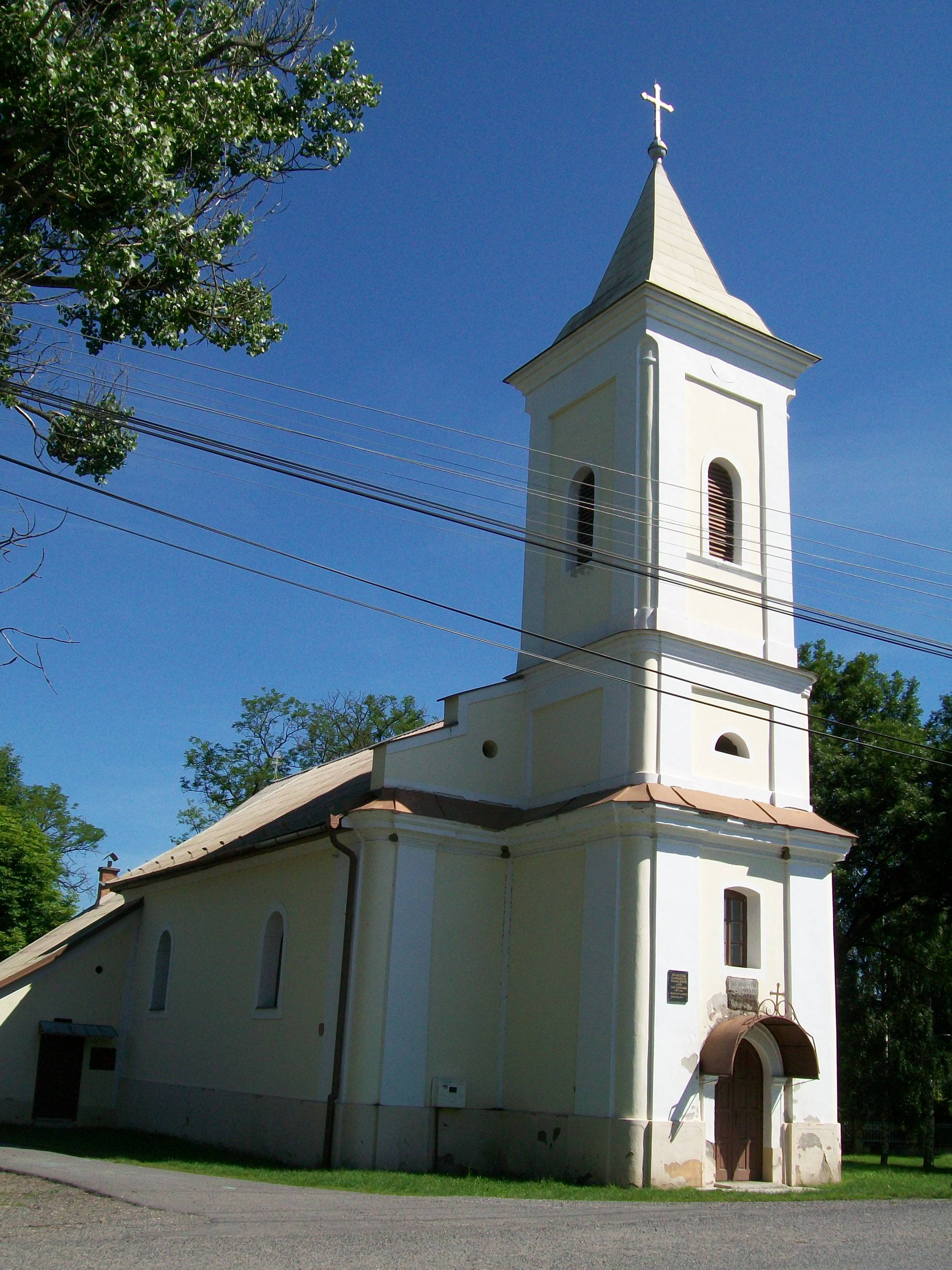
Église catholique
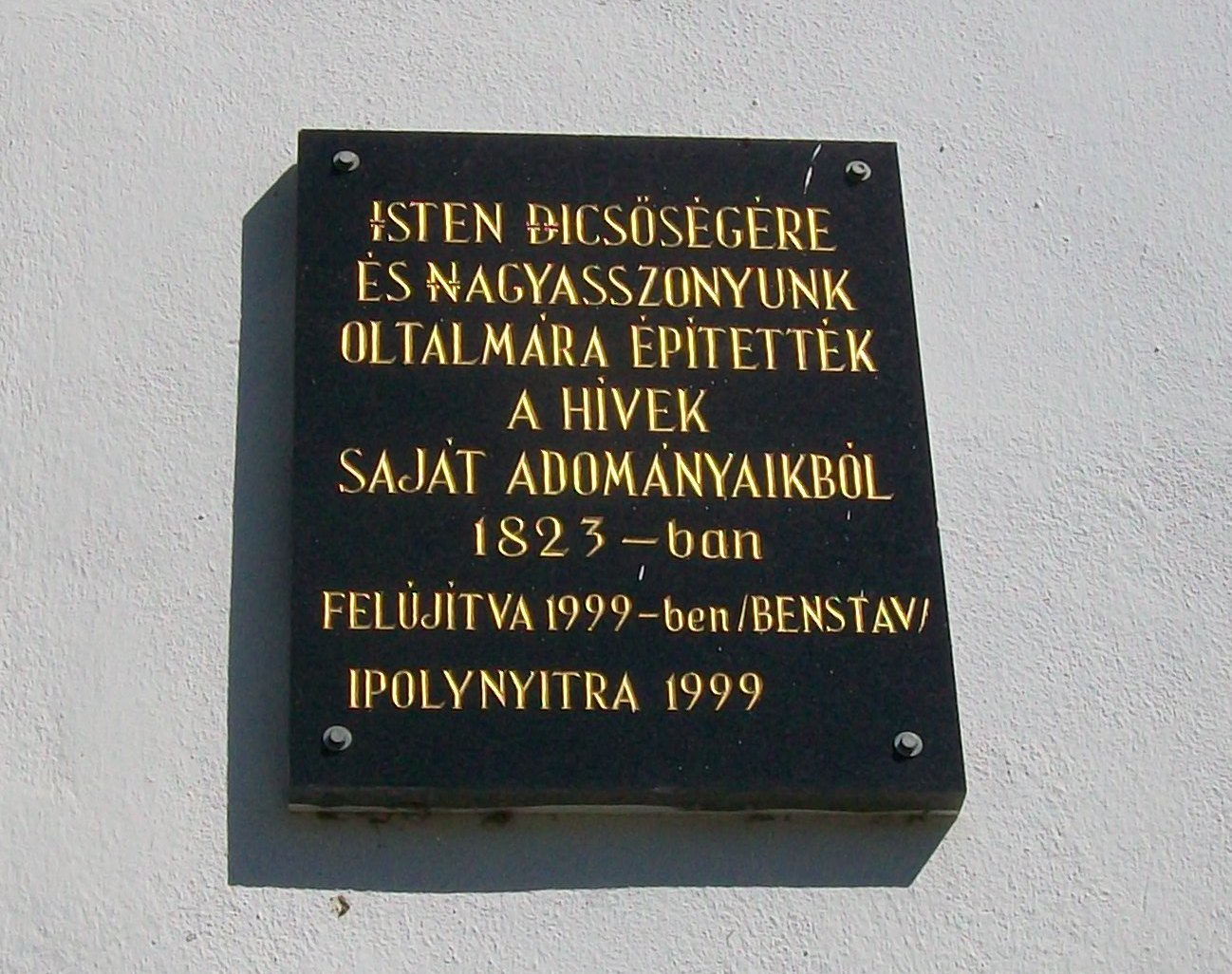
Plaque commémorative sur l'église
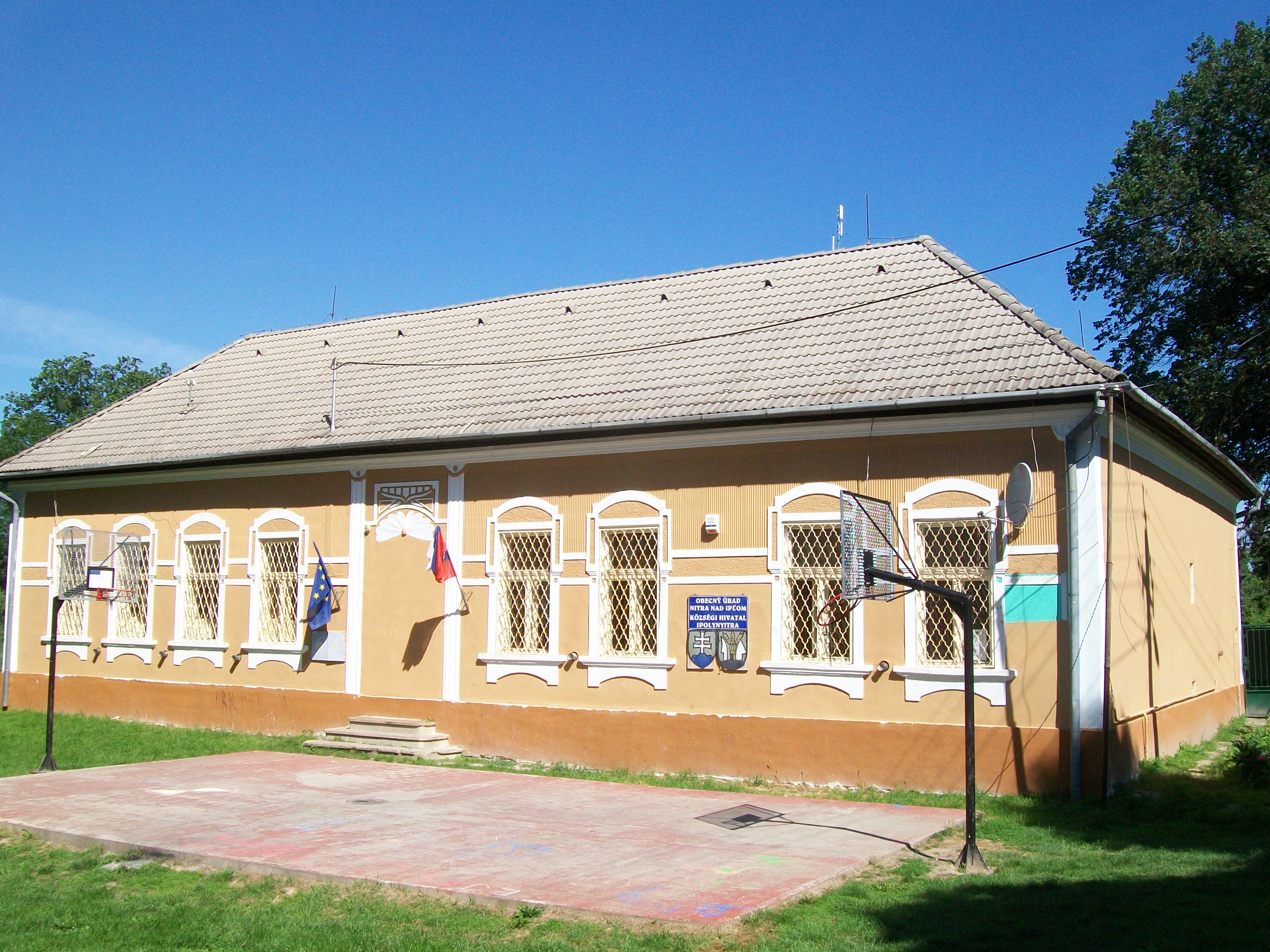
Maison communale
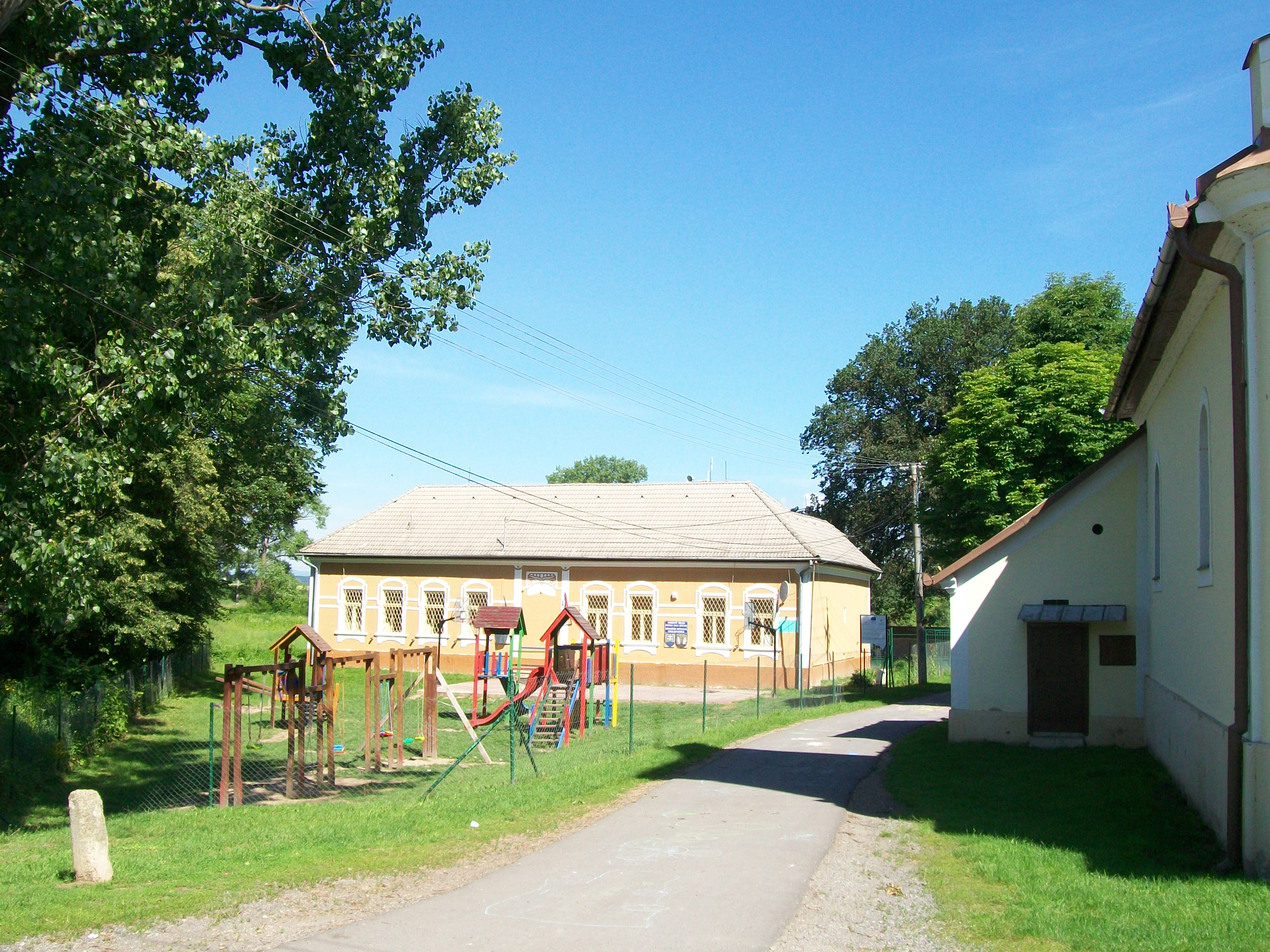
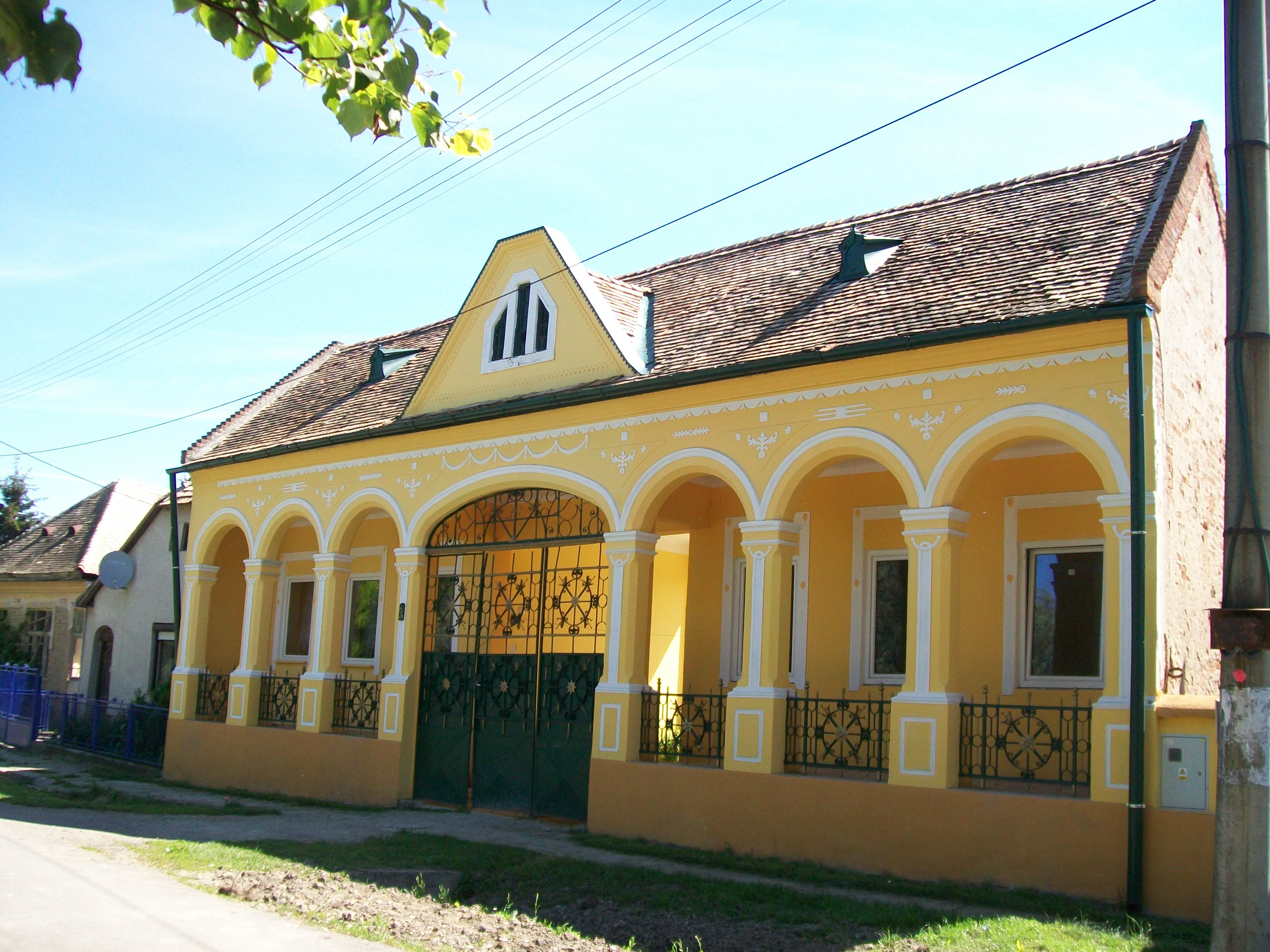
Maison pittoresque
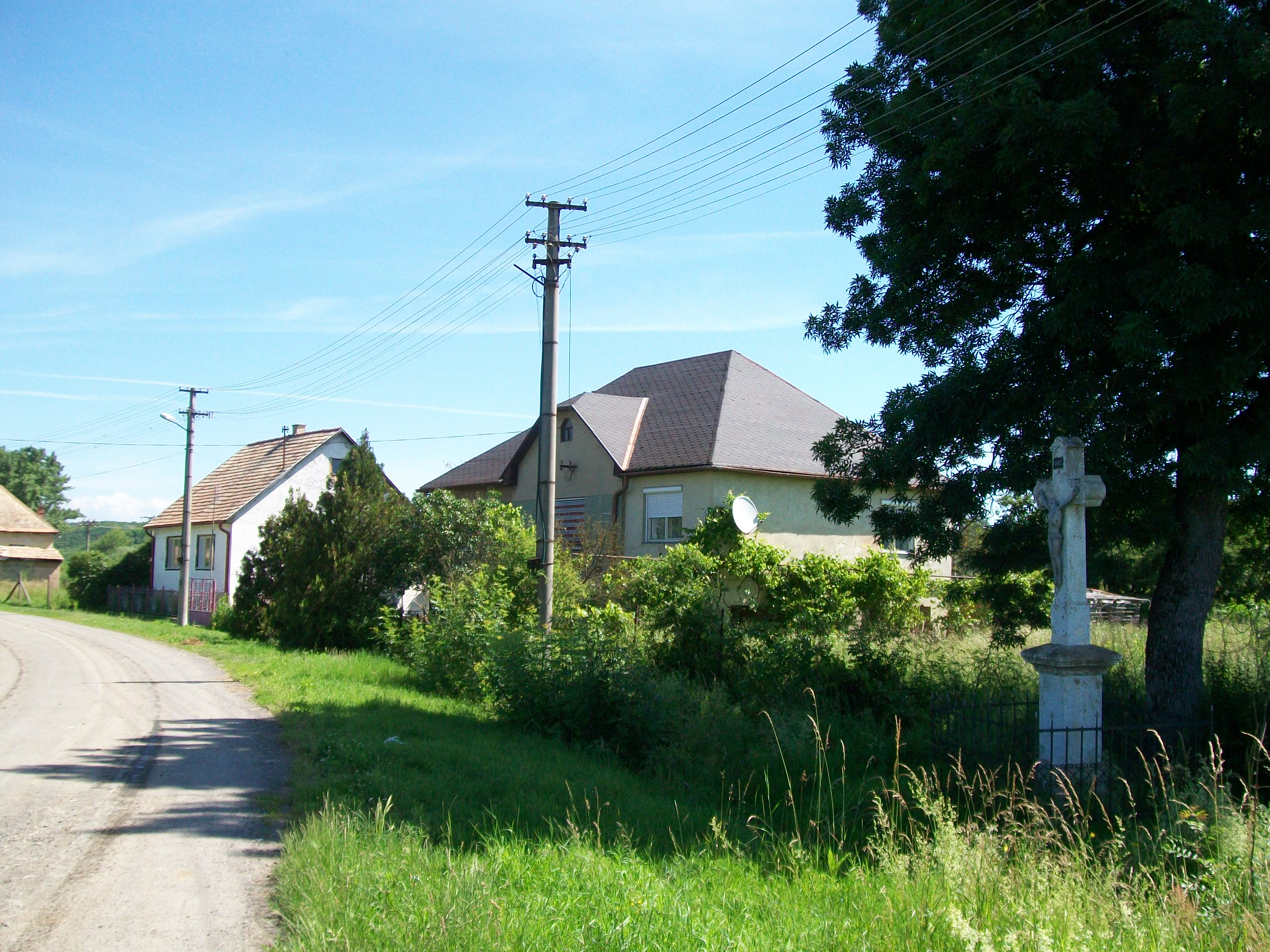
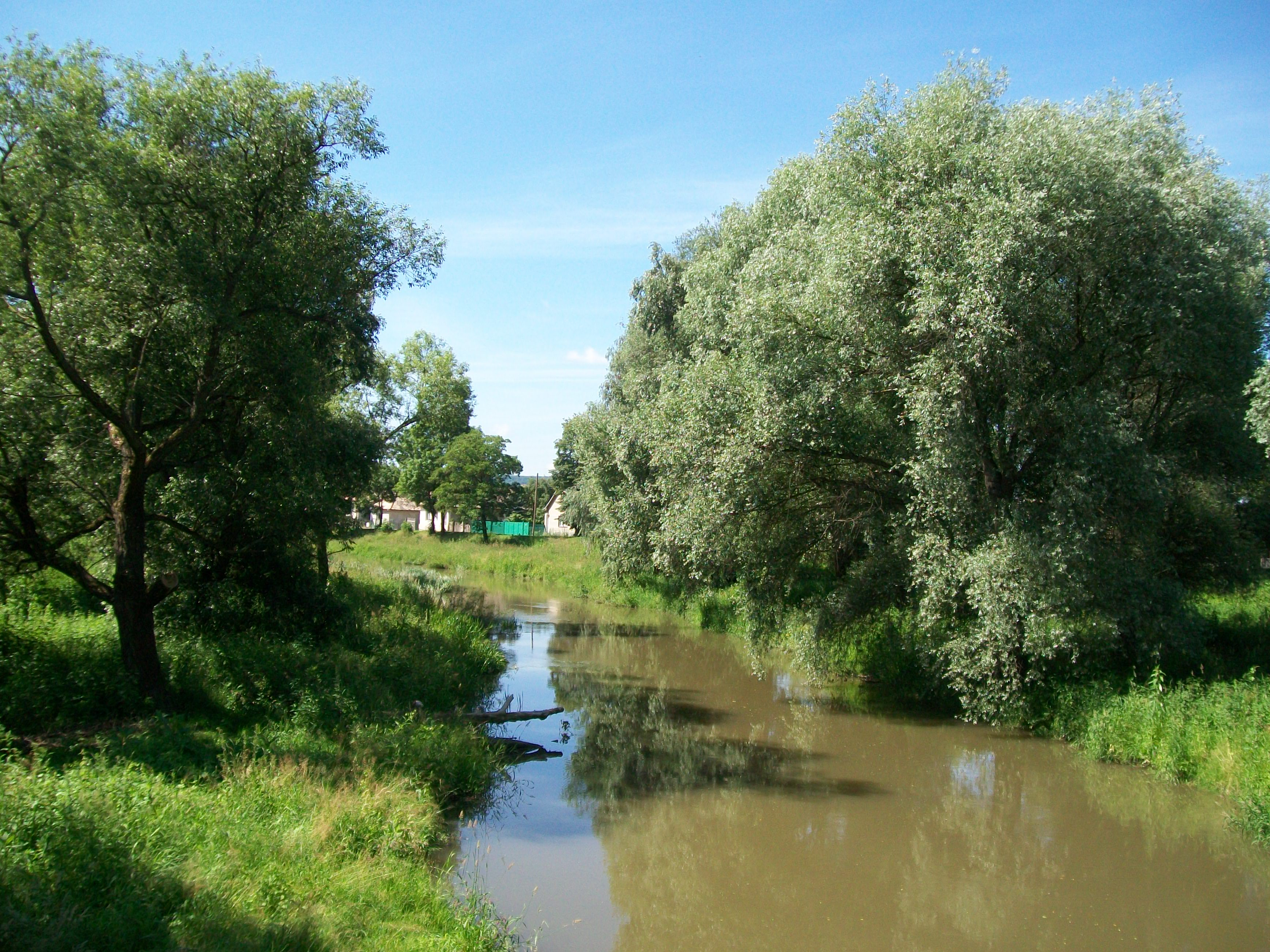